# Bangor City Football Club
Il Bangor City Football Club è stata una società calcistica gallese con sede nella città di Bangor.

## Storia
Il Bangor City venne fondato il 18 dicembre 1876, dopo che alcuni maggiorenti locali si erano riuniti in una sala del tribunale. Il club ha la divisa completamente blu, mentre quella da trasferta è gialla.
Prima della nascita del campionato nazionale gallese nel 1992, il club partecipava ai campionati inglesi; in particolare, vinse la Northern Premier League nel 1981–82, conquistandovi invece un secondo posto nella stagione 1986–7 ed un terzo posto nella stagione 1977-1978. Al termine della stagione 1978–79, giocata sempre in questa lega, il Bangor City divenne uno dei club fondatori della Alliance Premier League (de facto un campionato di quinta divisione, anche se sarebbe diventato ufficialmente tale solo a partire dalla stagione 1986–87); dopo due stagioni il club retrocedette però nuovamente in Northern Premier League; nella stagione 1983–84 ha raggiunto inoltre la finale di FA Trophy, competizione nella quale nella stagione 1980–81 era invece stato semifinalista.
La squadra vanta tre vittorie nel campionato nazionale nelle stagioni 1993–94, 1994–95 e 2010–11. Nella stagione 2004–05 è stato semifinalista della FAW Premier Cup.
Nel 2008 il Bangor City ha vinto la sua sesta Coppa del Galles, ripetendosi anche nei due anni successivi. Inoltre la squadra ha partecipato a diverse competizioni europee (Coppa Intertoto, Coppa delle Coppe e Coppa UEFA), superando un solo turno contro i norvegesi del Frederikstad grazie alla regola dei gol in trasferta. Nella stagione 2010–11 ha conquistato il suo terzo titolo nazionale grazie alla decisiva vittoria per 1-0 ottenuta nell'ultima giornata contro il TNS che prima dell'ultima gara vantava un punto di vantaggio in classifica rispetto al Bangor City.

## Palmarès

### Competizioni nazionali
- Campionato gallese: 3

1993–1994, 1994–1995, 2010–2011
- Coppa del Galles: 8

1888–1889, 1895–1896, 1961–1962, 1997–1998, 1999–2000, 2007–2008, 2008–2009, 2009–2010
- Northern Premier League: 1

1981–1982
- Northern Premier League Challenge Cup: 1

1968–1969
- Northern Premier League President's Cup: 1

1988–1989

### Competizioni regionali
- North Wales Coast League: 5

1895–1896, 1899–1900, 1900–1901, 1903–1904, 1919–1920

### Altri piazzamenti
- Campionato gallese:

Secondo posto: 2011–2012, 2017–2018
Terzo posto: 2001–2002, 2002–2003, 2004–2005, 2012–2013
- Coppa del Galles:

Finalista: 1927-1928, 1960-1961, 1963-1964, 1972-1973, 1977-1978, 1984-1985, 2001-2002, 2005-2006, 2010-2011, 2012-2013
Semifinalista: 1877-1878, 1885-1886, 1886-1887, 1933-1934, 1958-1959, 1959-1960, 1965-1966, 1986-1987, 2017-2018
- Welsh League Cup:

Finalista: 1993-1994, 1996-1997, 1997-1998, 1999-2000, 2002-2003, 2008-2009
Semifinalista: 2007-2008, 2010-2011
- FA Trophy:

Finalista: 1983-1984
Semifinalista: 1980-1981

## Statistiche e record

### Statistiche nelle competizioni UEFA
Tabella aggiornata alla fine della stagione 2018-2019.
| Competizione                  | Partecipazioni | G  | V | N | P  | RF | RS |
| ----------------------------- | -------------- | -- | - | - | -- | -- | -- |
| UEFA Champions League         | 1              | 2  | 0 | 0 | 2  | 0  | 13 |
| Coppa delle Coppe             | 3              | 8  | 1 | 2 | 5  | 4  | 10 |
| Coppa UEFA/UEFA Europa League | 10             | 22 | 2 | 2 | 18 | 10 | 61 |
| Coppa Intertoto               | 2              | 4  | 0 | 0 | 4  | 3  | 10 |

## Organico

### Rosa 2019-2020
| N. |                        | Ruolo | Calciatore           |
| -- | ---------------------- | ----- | -------------------- |
| 26 | Italia (bandiera)      | D     | Simone Rea           |
|    | Italia (bandiera)      | P     | Gabriele Brino       |
|    | Galles (bandiera)      | P     | Leon Jones           |
|    | Galles (bandiera)      | D     | Phil Baker           |
|    | Argentina (bandiera)   | D     | Lucas Surber         |
|    | Galles (bandiera)      | D     | Andy Jones           |
|    | Inghilterra (bandiera) | D     | Jordan Piggott       |
|    | Italia (bandiera)      | D     | Massimo Sammartino   |
| 5  | Italia (bandiera)      | D     | Piero Cauterucci     |
| 4  | Inghilterra (bandiera) | D     | Paul Connolly        |
|    | Italia (bandiera)      | A     | Salvatore Pascarella |

| N. |                         | Ruolo | Calciatore         |
| -- | ----------------------- | ----- | ------------------ |
| 29 | Inghilterra (bandiera)  | D     | Lee Owens          |
|    | Inghilterra (bandiera)  | C     | Tom Field          |
|    | Inghilterra (bandiera)  | C     | Jacob Farleigh     |
|    | Galles (bandiera)       | C     | Sam Ashworth       |
|    | Inghilterra (bandiera)  | C     | Steven Hewitt      |
|    | Burkina Faso (bandiera) | A     | Azizou Zoumbare    |
|    | Ghana (bandiera)        | A     | Emmanuel Agyemang  |
|    | Italia (bandiera)       | A     | Nicolas Delvecchio |
|    | Galles (bandiera)       | A     | Robbie Parry       |
| 10 | Italia (bandiera)       | A     | Francesco Serafino |

### Rosa 2017-2018
| N. |                         | Ruolo | Calciatore       |
| -- | ----------------------- | ----- | ---------------- |
| 1  | Galles (bandiera)       | P     | Connor Roberts   |
| 2  | Inghilterra (bandiera)  | C     | Laurence Wilson  |
| 4  | Galles (bandiera)       | D     | Paul Connolly    |
| 5  | Inghilterra (bandiera)  | D     | Anthony Miley    |
| 8  | Inghilterra (bandiera)  | C     | Damien Allen     |
| 10 | RD del Congo (bandiera) | C     | Christian Langos |
| 11 | Galles (bandiera)       | C     | Sion Edwards     |
| 13 | Polonia (bandiera)      | P     | Antoni Sarnowski |
| 14 | Inghilterra (bandiera)  | A     | Oscar Durnin     |
| 16 | Galles (bandiera)       | C     | Danny Gosset     |
| 17 | Galles (bandiera)       | A     | Shaun Cavanagh   |

| N. |                        | Ruolo | Calciatore       |
| -- | ---------------------- | ----- | ---------------- |
| 18 | Galles (bandiera)      | D     | Caio Hywel       |
| 19 | Galles (bandiera)      | A     | Sion Bradley     |
| 20 | Galles (bandiera)      | C     | Alex Boss        |
| 23 | Inghilterra (bandiera) | C     | Ashley Young     |
| 24 | Galles (bandiera)      | D     | Cai Owen         |
| 25 | Inghilterra (bandiera) | C     | Brayden Shaw     |
| 26 | Galles (bandiera)      | C     | Ifan Emlyn Jones |
| 27 | Galles (bandiera)      | C     | Henry Jones      |
| 28 | Galles (bandiera)      | D     | Adam Pritchard   |
| 30 | Inghilterra (bandiera) | D     | Paul Connolly    |
| 31 | Inghilterra (bandiera) | A     | Michael Higdon   |
| 91 | Brasile (bandiera)     | A     | Rodrigo Branco   |

### Rosa 2016-2017
| N. |                         | Ruolo | Calciatore       |
| -- | ----------------------- | ----- | ---------------- |
| 1  | Galles (bandiera)       | P     | Connor Roberts   |
| 2  | Inghilterra (bandiera)  | C     | Laurence Wilson  |
| 3  | Galles (bandiera)       | D     | Sam Hart         |
| 4  | Galles (bandiera)       | D     | Leon Clowes      |
| 5  | Inghilterra (bandiera)  | D     | Anthony Miley    |
| 6  | Inghilterra (bandiera)  | C     | Gary Roberts     |
| 7  | Galles (bandiera)       | A     | Jamie Reed       |
| 8  | Inghilterra (bandiera)  | C     | Damien Allen     |
| 9  | Galles (bandiera)       | A     | Daniel Nardiello |
| 10 | RD del Congo (bandiera) | C     | Christian Langos |
| 11 | Galles (bandiera)       | C     | Sion Edwards     |
| 13 | Polonia (bandiera)      | P     | Antoni Sarnowski |
| 14 | Inghilterra (bandiera)  | A     | Oscar Durnin     |
| 16 | Galles (bandiera)       | C     | Danny Gosset     |
| 17 | Galles (bandiera)       | A     | Shaun Cavanagh   |

| N. |                          | Ruolo | Calciatore          |
| -- | ------------------------ | ----- | ------------------- |
| 18 | Galles (bandiera)        | D     | Caio Hywel          |
| 19 | Galles (bandiera)        | A     | Sion Bradley        |
| 20 | Galles (bandiera)        | C     | Alex Boss           |
| 23 | Inghilterra (bandiera)   | C     | Ashley Young        |
| 24 | Galles (bandiera)        | D     | Cai Owen            |
| 25 | Inghilterra (bandiera)   | C     | Brayden Shaw        |
| 26 | Galles (bandiera)        | C     | Ifan Emlyn Jones    |
| 27 | Galles (bandiera)        | C     | Henry Jones         |
| 28 | Galles (bandiera)        | D     | Adam Pritchard      |
| 30 | Inghilterra (bandiera)   | D     | Paul Connolly       |
| 31 | Inghilterra (bandiera)   | A     | Michael Higdon      |
| 91 | Brasile (bandiera)       | A     | Rodrigo Branco      |
| -  | Guinea-Bissau (bandiera) | C     | Pavel Vieira        |
| -  | Galles (bandiera)        | D     | Meredydd Derbyshire |

### Rosa 2014-2015
| N. |                        | Ruolo | Calciatore       |
| -- | ---------------------- | ----- | ---------------- |
| 1  | Inghilterra (bandiera) | P     | Jack Cudworth    |
| 2  | Irlanda (bandiera)     | D     | Declan Walker    |
| 3  | Galles (bandiera)      | D     | Chris Roberts    |
| 4  | Galles (bandiera)      | D     | Michael Johnston |
| 6  | Inghilterra (bandiera) | D     | Anthony Miley    |
| 7  | Galles (bandiera)      | C     | Chris Jones      |
| 9  | Galles (bandiera)      | A     | Les Davies       |
| 11 | Galles (bandiera)      | C     | Sion Edwards     |
| 13 | Galles (bandiera)      | P     | Nick Bould       |
| 15 | Galles (bandiera)      | A     | Jamie McDaid     |
| 16 | Galles (bandiera)      | D     | Iolo Hughes      |
| 17 | Inghilterra (bandiera) | D     | Sam Hart         |
| 19 | Inghilterra (bandiera) | C     | Damien Allen     |

| N. |                        | Ruolo | Calciatore      |
| -- | ---------------------- | ----- | --------------- |
| 20 | Galles (bandiera)      | C     | Ryan Edwards    |
| 22 | Galles (bandiera)      | C     | Corey Jones     |
| 23 | Galles (bandiera)      | D     | Gerwyn Jones    |
|    | Inghilterra (bandiera) | A     | Lee Healey      |
|    | Galles (bandiera)      | C     | Caio Hywel      |
|    | Galles (bandiera)      | D     | Ieuean Lloyd    |
|    | Galles (bandiera)      | D     | Phil Warrington |
|    | Galles (bandiera)      | A     | Shaun Cavanagh  |
|    | Galles (bandiera)      | A     | Liam Caddick    |
|    | Galles (bandiera)      | P     | Connor Roberts  |
|    | Irlanda (bandiera)     | D     | Callum Morris   |
|    | Galles (bandiera)      | D     | Leon Clowes     |

### Rosa 2013-2014
| N. |                        | Ruolo | Calciatore       |
| -- | ---------------------- | ----- | ---------------- |
| 1  | Inghilterra (bandiera) | P     | Jack Cudworth    |
| 2  | Irlanda (bandiera)     | D     | Declan Walker    |
| 3  | Galles (bandiera)      | D     | Chris Roberts    |
| 4  | Galles (bandiera)      | D     | Michael Johnston |
| 5  | Galles (bandiera)      | D     | James Brewerton  |
| 6  | Inghilterra (bandiera) | D     | Anthony Miley    |
| 7  | Galles (bandiera)      | C     | Chris Jones      |
| 8  | Inghilterra (bandiera) | C     | Robert Jones     |
| 9  | Galles (bandiera)      | A     | Les Davies       |
| 10 | Inghilterra (bandiera) | A     | Jamie Petrie     |
| 11 | Galles (bandiera)      | C     | Sion Edwards     |

| N. |                        | Ruolo | Calciatore   |
| -- | ---------------------- | ----- | ------------ |
| 13 | Inghilterra (bandiera) | P     | Nick Bould   |
| 14 | Galles (bandiera)      | D     | Joe Culshaw  |
| 15 | Galles (bandiera)      | A     | Jamie McDaid |
| 16 | Galles (bandiera)      | D     | Iolo Hughes  |
| 17 | Inghilterra (bandiera) | A     | Jay Colbeck  |
| 19 | Inghilterra (bandiera) | C     | Damien Allen |
| 20 | Galles (bandiera)      | C     | Ryan Edwards |
| 22 | Galles (bandiera)      | C     | Corey Jones  |
| 23 | Galles (bandiera)      | D     | Gerwyn Jones |
| –  | Galles (bandiera)      | D     | Sam Hart     |

### Rose degli anni precedenti
- 2009-10
- 2011-12